# Брчићи (Пореч)
Брчићи  (итал. Barcici) је насељено место у Републици Хрватској у Истарској жупанији. Административно је у саставу Града Пореча.

## Становништво
Према последњем попису становништва из 2001. године у насељу Брчићи је живело 165 становника који су живели у 40 породичних и 8 самачких домаћинстава.
Кретање броја становника по пописима 1857—2001.
| година пописа  | 1857. | 1869. | 1880. | 1890. | 1900. | 1910. | 1921. | 1931. | 1948. | 1953. | 1961. | 1971. | 1981. | 1991. | 2001. |
| бр. становника | 0     | 0     | 50    | 81    | 92    | 126   | 0     | 0     | 112   | 109   | 87    | 76    | 91    | 111   | 165   |

Напомена: У 1857, 1869, 1921. и 1931. подаци су садржани у насељу Нова Вас. Од 1880. до 1910. исказано као део насеља.